# Rhodoprasina callantha
Rhodoprasina callantha är en fjärilsart som beskrevs av Jordan 1929. Rhodoprasina callantha ingår i släktet Rhodoprasina och familjen svärmare. Inga underarter finns listade.